# Dancing at Budokan!!
Dancing at Budokan!!（ダンシング アット ブドウカン!!）は、日本の歌手、Superflyの2作目の映像作品。

## 概要
2010年4月28日に発売された。前作からほぼ1年ぶりのリリースとなる。DVD2枚組とCD2枚組の初回完全生産限定盤、DVD2枚組の通常盤、自身初のBlu-rayの通常盤の3形態での発売。
Superfly初の武道館ライブの他、Superflyが出演した「Woodstock 40th Anniversary Festival」でのライブの模様やアルバム『Box Emotions』の全曲インタビュー、シングル「Dancing On The Fire」の初回盤にも収録された六本木ヒルズアリーナでのフリーライブの映像が収録。初回限定盤付属のCDには、武道館ライブの音源が収録されている。
3月31日には、「孤独のハイエナ」「How Do I Survive?」「誕生」「マニフェスト」の4曲のライブ音源が、4月21日には、「恋する瞳は美しい」「My Best Of My Life」「Dancing On The Fire」「Alright!!」の4曲のライブ映像がiTunes Storeで先行配信された。

## 収録内容

### ライブ本編
2009年12月14日に行われた武道館ライブ『Superfly 2009 Dancing at Budokan!!』の映像を収録。DVDにはDisc 1に収録。
|    | 曲名                |
| -- | ------------------- |
| 1  | Hi-Five             |
| 2  | 恋する瞳は美しい    |
| 3  | Hanky Panky         |
| 4  | ハロー・ハロー      |
| 5  | やさしい気持ちで    |
| 6  | 孤独のハイエナ      |
| 7  | My Best Of My Life  |
| 8  | 凛                  |
| 9  | Last Love Song      |
| 10 | 愛をこめて花束を    |
| 11 | How Do I Survive?   |
| 12 | 誕生                |
| 13 | See You             |
| 14 | Alright!!           |
| 15 | 嘘とロマンス        |
| 16 | Ain't No Crybaby    |
| 17 | Dancing On The Fire |
| 18 | マニフェスト        |
| 19 | Piece Of My Heart   |
| 20 | I Remember          |

### 特典映像
DVDにはDisc 2に収録。
- 「Woodstock 40th Anniversary Festival」出演時の映像
  1. Down On Me
  2. Piece Of My Heart
- アルバム『Box Emotions』の全曲インタビュー
- 六本木ヒルズアリーナでのフリーライブの映像
  1. Alright!!
  2. How Do I Survive?
  3. やさしい気持ちで
  4. 愛をこめて花束を
  5. 恋する瞳は美しい
  6. My Best Of My Life

### CD
DVDの初回限定盤のみ付属。武道館でのライブ音源を収録しており、10曲目の「愛をこめて花束を」まではDisc 3、11曲目の「How Do I Survive?」からはDisc 4に収録。